# Microliobunum iranum
Microliobunum iranum is een hooiwagen uit de familie Sclerosomatidae.